# Zaid Tchibara
Zaid Amoussou-Tchibara (* 21. Februar 2006) ist ein togoischer Fußballspieler. Der Flügelspieler steht beim FC Schalke 04 unter Vertrag.

## Karriere
Tchibara kam zur Saison 2021/22 in das Nachwuchsleistungszentrum (NLZ) von Bayer 04 Leverkusen. Dort gehörte er den B1-Junioren (U17) an, die in der B-Junioren-Bundesliga West spielten. In der Saison 2022/23 erzielte Tchibara in 10 Spielen 11 Tore.
Zur Saison 2023/24 wechselte Tchibara in das NLZ des FC Schalke 04. Der Flügelspieler spielte fortan unter Norbert Elgert bei den A-Junioren (U19) in der A-Junioren-Bundesliga West. In seinem ersten U19-Jahr gelangen ihm in 20 Ligaeinsätzen 6 Tore. In der Saison 2024/25 trat die U19 in der neuen U19-DFB-Nachwuchsliga an. Bis zur Winterpause erzielte Tchibara in 14 Spielen 17 Tore. Unterdessen absolvierte er im Oktober 2024 für die zweite Mannschaft in der viertklassigen Regionalliga West sein erstes Pflichtspiel im Herrenbereich. Die Wintervorbereitung durfte Tchibara im Januar 2025 unter Kees van Wonderen mit der Profimannschaft absolvieren. Ende Januar 2025 stattete der Verein ihn mit einem Profivertrag bis zum 30. Juni 2028 aus. Am 16. Februar 2025 debütierte Tchibara kurz vor seinem 19. Geburtstag in der 2. Bundesliga, als er bei einem 2:1-Sieg gegen den Karlsruher SC im Laufe der zweiten Halbzeit eingewechselt wurde. Eine Woche später zog er sich bei seinem zweiten Einsatz einen Kreuzbandriss zu.
Zur Saison 2025/26 rückte der verletzte Tchibara fest in den Profikader auf, der fortan von Miron Muslić trainiert wurde.